# Exoneuridia libanensis
Exoneuridia libanensis är en biart som först beskrevs av Heinrich Friese 1899.  Exoneuridia libanensis ingår i släktet Exoneuridia och familjen långtungebin. Inga underarter finns listade i Catalogue of Life.

## Bildgalleri

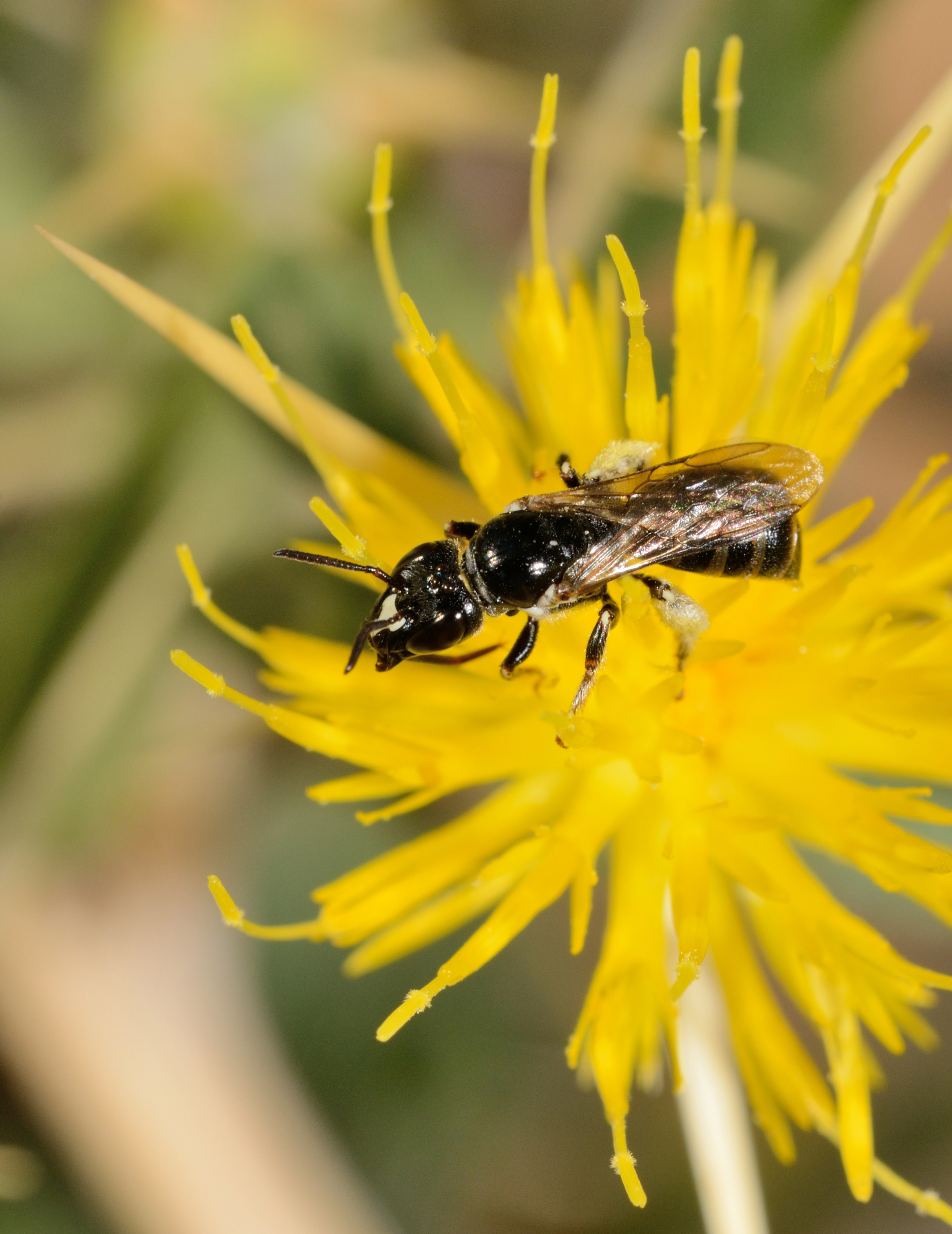